# Pecluma sursumcurrens
Pecluma sursumcurrens är en stensöteväxtart som först beskrevs av Edwin Bingham Copeland, och fick sitt nu gällande namn av Michael Greene Price. Pecluma sursumcurrens ingår i släktet Pecluma och familjen Polypodiaceae. Inga underarter finns listade.